# Кума Лиса
Кума Лиса (още Кума Лисана, Кумица Лисица; лисицата) е сред основните персонажи в приказките за животни в българския прозаичен фолклор, а по-късно и в различни авторски творби. В тях тя се изявява главно като хитрец – символ е на хитростта, коварството, изобретателността, отмъстителността, но често самата тя бива надхитряна и наказана.

## В приказките
Нейното присъствие в приказките се свързва с устойчив кръг от сюжети, сред най-разпространените са:
- Вълкът носи здравата лисица на гърба си.
- Лисицата краде риба.
- Лисицата като кръстница или съдия.
- Лисицата се жени за котарак.
- Лисицата се преструва на мъртва.
- Лисицата краде грозде или яйца на различни птици.

Подобен персонаж (Лиса Патрикеевна, Кума-лиса) се среща и в руския фолклор.
В приказките Кума Лиса е символ на хитрост и измамничество. „Хитър като лисица“ в разбиранията на народа ни означава по-скоро лукав човек, на когото не бива да се доверяваш. В народните приказки лисицата мами всички животни в гората, преструва се на умряла, за да краде, успява да надвие с хитрост дори човека. Въпреки славата на отмъстително и коварно животно, лисицата понякога носи късмет. Според поверието, ако лисица пресече пътя на човек, той ще успее в работата, за която е тръгнал. Особено, ако някой отива в съда като обвиняем. Ако има щастието да срещне лисица докато пътува, ще го оправдаят – твърди народната вяра. Сред фолклорните истории има и весели случки, когато Кума Лиса е надхитрена от някое дребно животно и е получила възмездие за пакостите си.

## В индустрията
„Кума Лиса“ е и известна марка млечен шоколад от миналото, наречен така поради популярността на приказната героиня. Днес шоколад под името „Кума Лиса“ се продава от фирма Нестле.